# Памятный знак Первой Балканской войны
Памятный знак Первой Балканской войны или Памятный знак войны 1912 года (серб. Споменица на рат 1912. године) — награда, учреждённая королём Сербии Петром I Карагеоргиевичем 31 октября 1913 года. Знак вручался участникам Первой Балканской войны 1912 года и был также известен под названием «За освобождённое Косово» (серб. Споменица за ослобођено Косово).

## Описание
Памятный знак представлял собой круглую медаль диаметром 32 мм, изготовленную из бронзы с позолотой. На лицевой стороне знака было изображено солнце с надписью «1912» в центре солнечного круга, под ним изображалось стилизованное Косово Поле с военными трофеями и монастырём Грачаница. Над солнцем была надпись «Освећено Косово» (с серб. — «Освещённое Косово»). На оборотной стороне знака изображался двуглавый орёл, под ним лавровый венок, на листьях которых были изображены названия мест, где происходили главные сражения войн: слева — Куманово, Скопье, Прилеп, Эдирне, Велес, Нови-Пазар, Дебар, Штип, Призрен, Мердаре; справа — Битола, Шкодер, Охрид, Сеница, Дойран, Тетово, Драч, Эльбасан, Приштина
Этой медалью награждались солдаты и офицеры армий Королевства Сербии, а также гражданские лица, врачи и высокопоставленные чиновники, участвовавшие в войне против Османской империи.
.